# Портакар

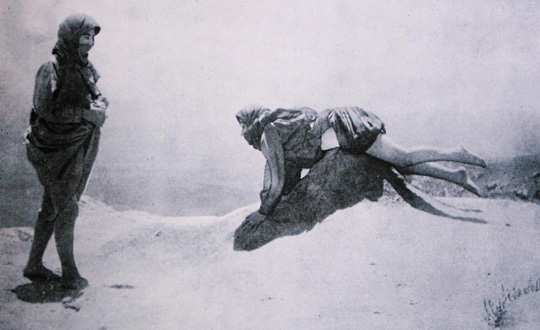
Портакар. Ритуал.
Армения. XIX век.

«Пупочные камни» (арм. Պորտաքար) — ритуальные камни в Армении, связанные с культом богини (дицуи) земли, плодородия и материнства (вероятнее всего, Анаит).

## История
Вероятно, на формирование представлений о портакарах также повлиял известный миф о рождении Митры (в армянской мифологии — Мгер) из камня и его уходе в скалу. В этой связи, портакары также считались вратами в потусторонний мир.
Согласно дохристианскому ритуальному обряду, женщины, желавшие забеременеть, ложились, либо прижимались к портакарам животом, что, по верованиям армян, способствовало беременности. Частью обряда было зажжение свечи и окуривание портакара благовониями.
Если в результате такого обряда рождался ребёнок, то на портакаре делался сакральнай знак-отметина. Соответственно, чем больше подобных знаков на портакаре, тем мощнее считался портакар, и тем большей популярностью он пользовался среди населения.